# Мортимер, Джоан
Джоан Мортимер (англ. Joan Mortimer; 1311/12 — между 1337 и 1351) — английская аристократка, дочь Роджера Мортимера, 1-го графа Марча, и Жанны де Женевиль, 2-й баронессы Женевиль в своём праве (suo jure). Принадлежала по рождению к одному из самых влиятельных родов Валлийской марки. Вскоре после 1316 года отец обручил Джоан со своим подопечным Джеймсом Одли, 2-м бароном Одли из Хейли. После Войны Диспенсеров Джоан оказалась в заточении в аббатстве Семпрингем, причём известно, что на её содержание выдавалась скромная сумма — 12 пенсов в неделю. В 1326 году Роджер Мортимер сверг короля Эдуарда II и стал фактическим правителем Англии. После этого Джоан получила свободу и смогла, наконец, выйти замуж за Одли.
В этом браке родились:
- Николас (примерно 1328—1391), 3-й барон Одли[5];
- Джоан (1331—1393), жена сэра Джона Туше, бабка 4-го барона Одли[5];
- Роджер (умер при жизни отца);
- Марджори (1351—1410/11), жена сэра Роджера Хиллари[6].

Джоан умерла после 1337 года. До конца 1351 года барон Одли женился во второй раз — на Изабели ле Стрейндж.